# Cayratia anemonifolia
Cayratia anemonifolia är en vinväxtart som först beskrevs av Alexander Zippelius, och fick sitt nu gällande namn av Karl Suessenguth. Cayratia anemonifolia ingår i släktet Cayratia och familjen vinväxter. Inga underarter finns listade i Catalogue of Life.